# Казанское сельское поселение (Вагайский район)
Казанское се́льское поселе́ние — муниципальное образование в Вагайском районе Тюменской области Российской Федерации.
Административный центр — село Казанское.

## История
Статус и границы сельского поселения установлены Законом Тюменской области от 5 ноября 2004 года № 263 «Об установлении границ муниципальных образований Тюменской области и наделении их статусом муниципального района, городского округа и сельского поселения».

## Население
| 2010 | 2011 | 2012 | 2013 | 2014 | 2015 | 2016 |
| ---- | ---- | ---- | ---- | ---- | ---- | ---- |
| 839  | ↘837 | ↘774 | ↘751 | ↗758 | ↘709 | ↗739 |
| 2017 | 2018 | 2019 | 2020 | 2021 | 2023 |      |
| ↘720 | ↘713 | ↘710 | ↘695 | ↗738 | ↘712 |      |

## Состав сельского поселения
| № | Населённый пункт | Тип населённого пункта       | Население |
| - | ---------------- | ---------------------------- | --------- |
| 1 | Казанское        | село, административный центр | 449       |
| 2 | Митькинское      | село                         | 162       |
| 3 | Сулейменская     | деревня                      | 228       |